# Pseudojohannita
La pseudojohannita és un mineral de la classe dels sulfats, que pertany al grup de la zippeïta. Rep el seu nom per la seva semblança en aparença a la johannita.

## Característiques
La pseudojohannita és un sulfat de fórmula química Cu₃(OH)₂[(UO₂)₄O₄(SO₄)₂](H₂O)₁₀·2H₂O. Va ser aprovada com a espècie vàlida per l'Associació Mineralògica Internacional l'any 2000. Cristal·litza en el sistema triclínic. Els exemplars que es troben a la localitat tipus acostumen a ser agregats formats per cristalls amb forma irregular, de fins a 25 μm de longitud. Els exemplars que van servir per a determinar l'espècie, el que es coneix com a material tipus, es troben conservats al Museu Nacional de Praga, a la República Txeca, i al Musue Geològic de Lausana, a Suïssa.
Segons la classificació de Nickel-Strunz, la pseudojohannita pertany a «07.EC: Uranil sulfats amb cations de mida mitjana i grans» juntament amb els següents minerals: cobaltzippeïta, magnesiozippeïta, niquelzippeïta, natrozippeïta, zinczippeïta, zippeïta, rabejacita, marecottita i sejkoraïta-(Y).

## Formació i jaciments
És un producte d'alteració de les escombreres de les mines. Va ser descoberta a la mina Rovnost, a Jáchymov (St Joachimsthal), Erzgebirge (Regió de Karlovy Vary, República Txeca), on sol trobar-se associada a altres minerals com: uranopilita, uraninita, tennantita, pirita, johannita, guix i calcopirita.